# ヴェロニク・ジャンス

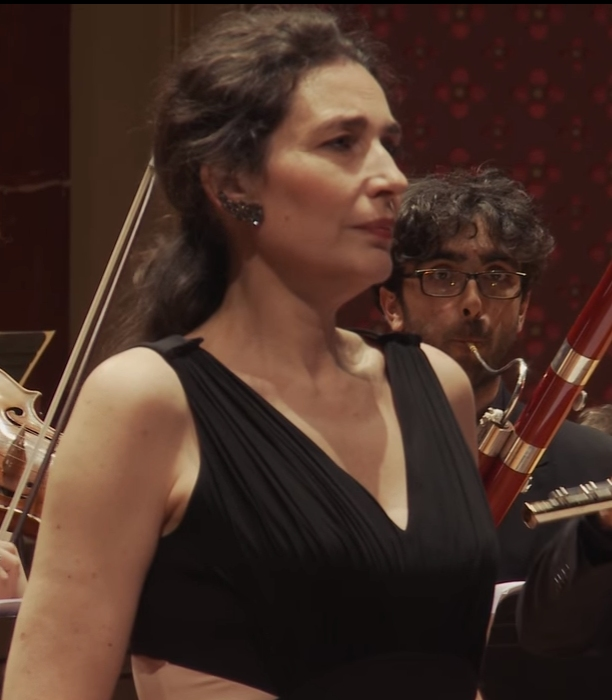
ヴェロニク・ジャンス（2015年）

ヴェロニク・ジャンス（Véronique Gens, 1966年4月19日 オルレアン - ）は、フランスのソプラノ歌手。バロック音楽の演奏と録音を主としている。
パリ音楽院に学び、在学中に第1等を受賞している。1986年にウィリアム・クリスティとその主宰する「レザール・フロリサン」と共演してデビューし、その後はマルク・ミンコフスキやルネ・ヤーコプス、クリストフ・ルセ、フィリップ・ヘレヴェッヘ、ジャン＝クロード・マルゴワールらと共演してきた。
バロック音楽の専門家として活動を開始したが、モーツァルトのオペラや、ベルリオーズとフォーレ、ドビュッシーらの歌曲の上演にも起用されている。パーセルやモーツァルトの多くの作品のほか、ベルリオーズの『夏の夜』やジョゼフ・カントルーブの『オーヴェルニュの歌』、ショーソンの『愛と海の詩』などを録音した。

## 註
1. ↑  Virgin Classics Website, contributed by Aryeh Oron (2001年5月). “Véronique Gens (Soprano)”.   bach-cantata.com. 2009年6月17日閲覧。